# Bria Hartley
Bria Nicole Hartley  (nacida el 30 de septiembre de 1992 en North Babylon, Nueva York) es una jugadora de baloncesto con doble nacionalidad francesa y estadounidense. Con 1.73 metros de estatura, juega en la posición de base.